# Israel i olympiska sommarspelen 1960
Israel deltog i de olympiska sommarspelen 1960 med en trupp bestående av 23 deltagare. Ingen av landets deltagare erövrade någon medalj.